# Magyarlak
Magyarlak (Duits: Ungarisch-Minihof) is een plaats (község) en gemeente in het Hongaarse comitaat Vas. Magyarlak telt 781 inwoners (2001).